# Outokumpu, Finlanda
Outokumpu este o comună din Finlanda.